# اوکادا تاداهیکو
اوکادا تاداهیکو (به ژاپنی: 岡田 忠彦, Okada Tadahiko) یک سیاستمدار ژاپنی اهل استان سایتاما بود.